# McCall Zerboni
McCall RaNae Zerboni (* 13. Dezember 1986 in Camarillo, Kalifornien) ist eine US-amerikanische Fußballspielerin, die seit der Saison 2017 bei den North Carolina Courage in der National Women’s Soccer League unter Vertrag steht.

## Karriere

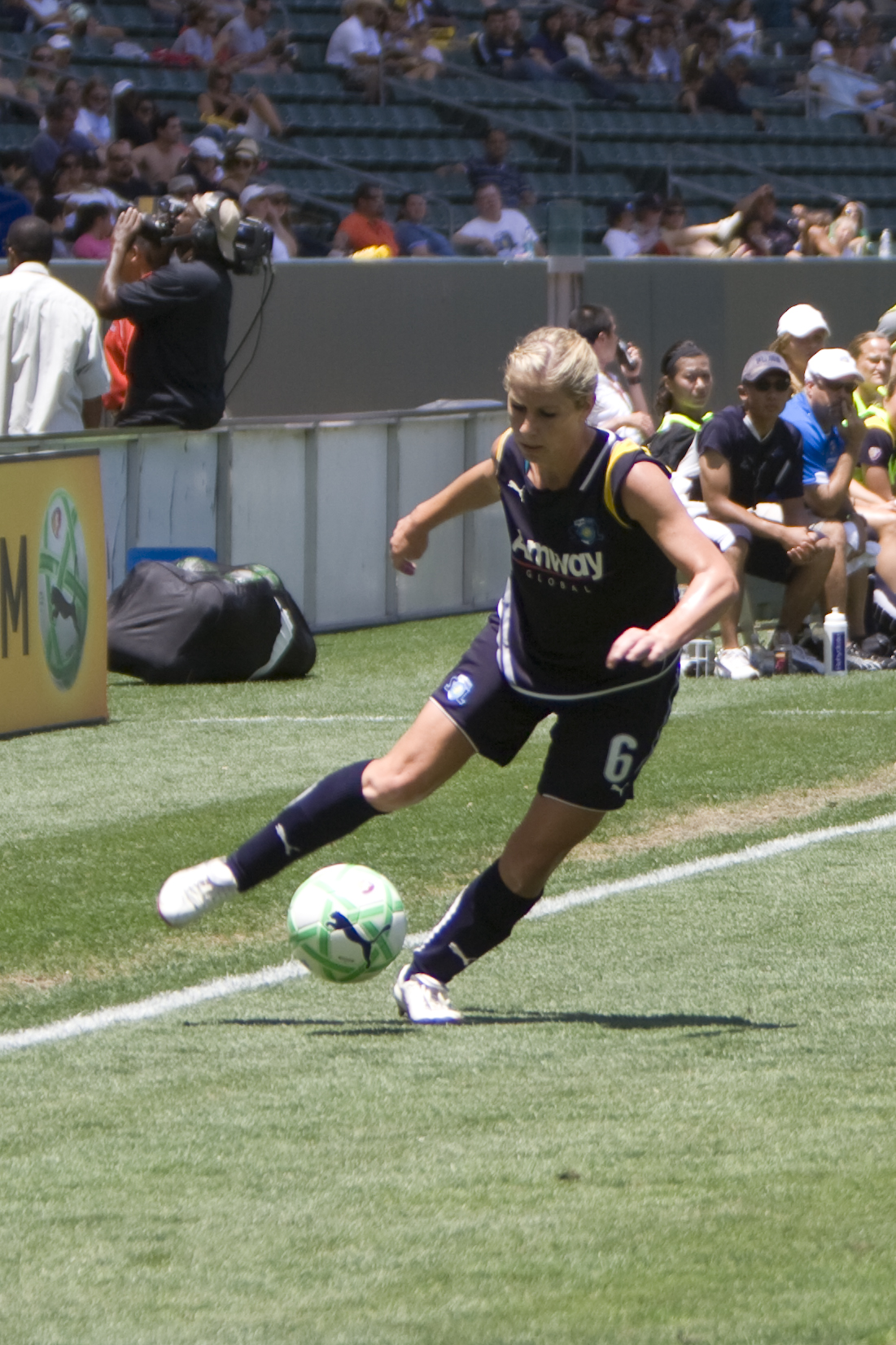
Zerboni bei Los Angeles Sol (2009)

In der WPS spielte sie zwischen 2009 und 2011 für Los Angeles Sol, Atlanta Beat und Western New York Flash. Mit den Flash gewann sie im Jahr 2011 die Meisterschaft. Im darauffolgenden Jahr wurde die WPS aufgelöst und Western New York spielte in der WPSL Elite. Zerboni führte ihr Team dort als Kapitänin erneut zur Meisterschaft. Anfang 2013 wurde Zerboni als sogenannter Free Agent von der neugegründeten NWSL-Franchise der Flash verpflichtet. Ihr Ligadebüt gab sie am 14. April 2013 gegen den Sky Blue FC, am 24. Mai 2013 erzielte sie gegen die Chicago Red Stars ihren ersten Treffer in der NWSL. Nach zwei Spielzeiten wechselte Zerboni zur Saison 2015 zum Ligarivalen Portland Thorns FC und von dort vor der Saison 2016 weiter zu den Boston Breakers. Im Juni 2016 kehrte sie zu den Western New York Flash zurück und gewann mit dem Team ihre ligaübergreifend dritte nationale Meisterschaft.

### Nationalmannschaft
Im Jahr 2003 war Zerboni Teil der US-amerikanischen U-17-Mannschaft und spielte in zwei Länderspielen gegen Kanada und Deutschland. Am 22. Oktober 2017 debütierte sie bei einem 6:0-Testspielsieg gegen Südkorea in der A-Nationalmannschaft der Vereinigten Staaten.

## Erfolge
- 2011: Meister der WPS (Western New York Flash).
- 2012: Meister der WPSL Elite (Western New York Flash).
- 2016: Meister der NWSL (Western New York Flash)